# Dymitr Romanow (1860–1919)
Dymitr Konstantynowicz Romanow (ros. Дмитрий Константинович, ur. 1 czerwca 1860 w Strielnej, zm. 29 stycznia 1919 w Piotrogrodzie) – rosyjski wielki książę.

## Życiorys
Był synem wielkiego księcia Konstantego i jego żony Aleksandry, księżniczki altenburskiej. Od najmłodszych lat służył w armii, w 1878 otrzymał stopień podporucznika, w 1879 porucznika, w 1885 sztabs-rotmistrza, w 1889 rotmistrza, w 1892 pułkownika, w 1896 generała majora, w 1904 generała porucznika i generała adiutanta, a w 1915 generała kawalerii. Od 1880 służył w lejb-gwardyjskim pułku konnym, w 1890 został dowódcą szwadronu, w 1892 pułku, w 1896 był p.o. dowódcy 2 Dywizji Kawalerii Gwardii, 1903–1905 dowodził 1 Brygadą 2 Dywizji Kawalerii Gwardii. Po rewolucji lutowej został 25 kwietnia 1917 zwolniony ze służby. Po przejęciu władzy w Rosji przez bolszewików wraz z innymi książętami został osadzony w Twierdzy Petropawłowskiej, a następnie zamordowany. W 1981 Rosyjski Kościół Prawosławny poza granicami Rosji uznał go za męczennika za wiarę i kanonizował.

## Odznaczenia
- Order Świętego Andrzeja Apostoła Pierwszego Powołania (1860)
- Order Orła Białego (1860)
- Order Świętej Anny I klasy (1860)
- Order Świętego Włodzimierza II klasy (1901)
- Order Świętego Włodzimierza III klasy (1894)
- Order Świętego Włodzimierza IV klasy (1883)
- Krzyż Wielki Legii Honorowej (Francja, 1902)
- Order Korony Wirtemberskiej (1874)
- Order Zbawiciela I klasy (Królestwo Grecji, 1880)
- Order Zbawiciela IV klasy (Królestwo Grecji, 1879)
- Order Daniły I (Królestwo Czarnogóry, 1882)
- Order Świętego Aleksandra (Księstwo Bułgarii, 1883)